# Чипман
Чипман (англ. Chipman) — село в Канаді, у провінції Нью-Брансвік, у складі графства Квінс.

## Населення
За даними перепису 2016 року, село нараховувало 1104 особи, показавши скорочення на 10,7%, порівняно з 2011-м роком. Середня густина населення становила 58,1 осіб/км².
З офіційних мов обидвома одночасно володіли 60 жителів, тільки англійською — 1 040, а 5 — жодною з них. Усього 15 осіб вважали рідною мовою не одну з офіційних.
Працездатне населення становило 44,3% усього населення, рівень безробіття — 15,7%.
Середній дохід на особу становив $31 321 (медіана $23 040), при цьому для чоловіків — $39 467, а для жінок $25 716 (медіани — $32 576 та $20 160 відповідно).
42,3% мешканців мали закінчену шкільну освіту, не мали закінченої шкільної освіти — 28,4%, 29,9% мали післяшкільну освіту, з яких 18,3% мали диплом бакалавра, або вищий.
| Статево-вікова структура населення | Статево-вікова структура населення | Статево-вікова структура населення | Статево-вікова структура населення | Статево-вікова структура населення |
| ---------------------------------- | ---------------------------------- | ---------------------------------- | ---------------------------------- | ---------------------------------- |
|                                    |                                    |                                    |                                    |                                    |
| Всього                             | Всього                             | 45,0%55,0%                         |                                    |                                    |
| 0 — 14 років                       | 0 — 14 років                       |                                    | 11,3%                              | 11,3%                              |
| 15 — 64 років                      | 15 — 64 років                      |                                    | 56,3%                              | 56,3%                              |
| 65 і більше                        | 65 і більше                        |                                    | 32,4%                              | 32,4%                              |
| 85 і більше                        | 85 і більше                        |                                    | 4,5%                               | 4,5%                               |
| Середній вік (років)               | Середній вік (років)               | 49,752,1                           | 51,1                               | 51,1                               |
| Медіана (років)                    | Медіана (років)                    | 54,556,0                           | 55,1                               | 55,1                               |
| — чоловіки — жінки                 |                                    |                                    |                                    |                                    |

| Походження мешканців:     | Походження мешканців:     | Походження мешканців: | Походження мешканців: | Походження мешканців: |
| ------------------------- | ------------------------- | --------------------- | --------------------- | --------------------- |
| Походження                |                           |                       | осіб                  | %                     |
| Корінні американці        | Корінні американці        |                       | 20                    | 1.81%                 |
| Інше північноамериканське | Інше північноамериканське |                       | 635                   | 57.47%                |
| Європейське               | Європейське               |                       | 670                   | 60.63%                |
| британське                | британське                |                       | 605                   | 54.75%                |
| французьке                | французьке                |                       | 175                   | 15.84%                |
| Карибське                 | Карибське                 |                       | 10                    | 0.9%                  |
| Азійське                  | Азійське                  |                       | 20                    | 1.81%                 |

## Клімат
Середня річна температура становить 5,3°C, середня максимальна – 23,8°C, а середня мінімальна – -16,4°C. Середня річна кількість опадів – 1 075 мм.
| Клімат поселення                              | Клімат поселення | Клімат поселення | Клімат поселення | Клімат поселення | Клімат поселення | Клімат поселення | Клімат поселення | Клімат поселення | Клімат поселення | Клімат поселення | Клімат поселення | Клімат поселення | Клімат поселення |
| Показник                                      | Січ.             | Лют.             | Бер.             | Квіт.            | Трав.            | Черв.            | Лип.             | Серп.            | Вер.             | Жовт.            | Лист.            | Груд.            |                  |
| Середній максимум, °C                         | −3,47            | −1,82            | 3,80             | 10,26            | 16,98            | 22,29            | 23,82            | 22,91            | 17,89            | 11,94            | 5,76             | −1,71            |                  |
| Середня температура, °C                       | −9,95            | −8,31            | −2,7             | 3,78             | 10,49            | 15,79            | 19,39            | 18,48            | 13,46            | 7,51             | 1,34             | −6,14            |                  |
| Середній мінімум, °C                          | −16,43           | −14,8            | −9,19            | −2,71            | 3,99             | 9,30             | 14,97            | 14,06            | 9,04             | 3,09             | −3,09            | −10,56           |                  |
| Норма опадів, мм                              | 92               | 76               | 84               | 81               | 97               | 86               | 92               | 86               | 86               | 96               | 101              | 98               |                  |
| Середньомісячна швидкість вітру, м/с          | 3.40             | 3.40             | 3.59             | 3.56             | 3.26             | 2.82             | 2.60             | 2.48             | 2.70             | 3.00             | 3.20             | 3.37             |                  |
| Середньомісячна сонячна радіація, кДж/м²·день | 5261             | 8556             | 12246            | 15281            | 18164            | 20264            | 19929            | 17566            | 13206            | 8354             | 4936             | 4057             |                  |
| --------------------------------------------- | ---------------- | ---------------- | ---------------- | ---------------- | ---------------- | ---------------- | ---------------- | ---------------- | ---------------- | ---------------- | ---------------- | ---------------- | ---------------- |
| Джерело:                                      |                  |                  |                  |                  |                  |                  |                  |                  |                  |                  |                  |                  |                  |